# 石がま漁

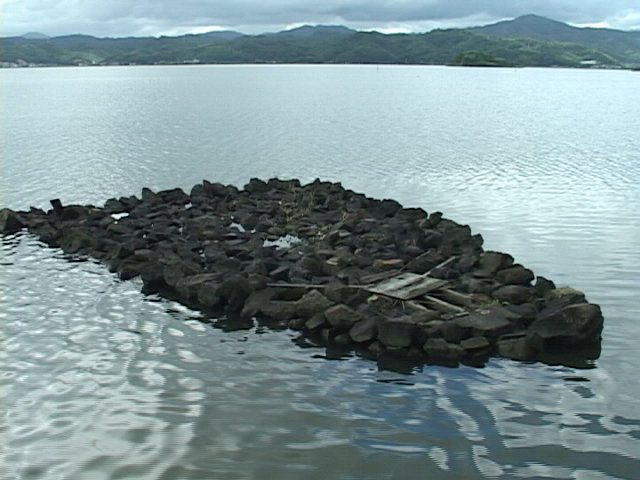
石がま

石がま漁（いしがまりょう）は、鳥取県鳥取市の湖山池で厳冬期に行われる伝統的な漁法である。鳥取県の無形民俗文化財に指定されている。

## 概要
石がま漁は湖山池西岸の三津地区だけで行われる他に類例のない特異な漁法である。元禄年間中に始まったとされ、主に冬の貴重な収入源だったフナを捕まえるために行われた。
石がまは、湖岸から数メートルの場所に大小の石で築いた石積みのことで、釜を伏せたような形から名付けられたという。底部に魚道があり、石のすきまから5メートルほどの松の棒で底をつつき、湖岸側に設けたいけす「ドウカン」に魚を追い込んで捕る。寒い時期、フナが石の間などに入る習性を利用しており、全国でも他に例がない漁法である。
石がまは1877年（明治10年）の最高時には86基を数えたが、老朽化や1943年（昭和18年）の鳥取地震による被害で多くの石がまが損壊した。2002年から2003年にかけて被害の少ない石がまが修復されたが、現存するのは4基、実際に操業できるのは3基となっている。